# キョーリン製薬ホールディングス
キョーリン製薬ホールディングス株式会社（キョーリンせいやくホールディングス、英: KYORIN Holdings, Inc.）は、東京都千代田区に本社を置いていた日本の持株会社である。

## 概要
2006年3月10日に中堅の医薬品メーカーである杏林製薬（初代）との株式交換により同社を完全子会社化して持株会社制に移行。同年3月6日をもって上場廃止していた杏林製薬（初代）に代わり、当社が東京証券取引所市場第一部に上場した。
持株会社に移行する前は杏林製薬（初代）の筆頭株主で、創業家の資産管理会社として存在していた。
2023年4月1日付で子会社の杏林製薬（初代）を吸収合併の上で事業会社に転換。杏林製薬（2代目）に商号変更。

## 沿革
- 1958年10月 - 山川商事株式会社を東京都中央区に設立。
- 1994年8月 - 株式会社アプリコット（初代）並びに株式会社杏栄と合併。
- 1995年1月 - 山川商事株式会社から、株式会社アプリコット（2代目）に商号変更。
- 2004年12月 - 株式会社APRIに商号変更し、出版・不動産賃貸事業等を新設分割会社である株式会社アプリコット（3代目）に承継。
- 2005年11月 - 株式交換により、杏林製薬株式会社を子会社とする株式交換契約を締結。
- 2006年
  - 1月 - 株式会社キョーリンに商号変更。
  - 3月 - 杏林製薬株式会社と株式交換し、東京証券取引所市場第一部に上場。併せて、当社と杏林製薬株式会社で使用するコーポレートロゴマークを変更。
  - 10月 - 子会社の杏林製薬株式会社が行っていた子会社などの支配及び管理にかかる営業を会社分割によって当社に継承し、東洋ファルマー株式会社、ドクタープログラム株式会社、株式会社ビストナー、株式会社杏文堂の4社を当社の直接子会社化。
  - 12月 - 株式交換により東洋ファルマー株式会社を完全子会社化。同社は2007年2月にキョーリンリメディオ株式会社に商号変更する。
- 2008年10月 - 子会社の杏林製薬株式会社が同社並びに日清ファルマ株式会社、株式会社日清製粉グループ本社の3社合弁によって設立されていた日清キョーリン製薬株式会社を吸収合併。
- 2009年
  - 3月 - 当社子会社で投資事業組合のビストナー壱号投資事業有限責任組合を解散。
  - 7月 - 前述の投資事業組合の解散に伴い、子会社の株式会社ビストナーを解散。
- 2010年7月 - キョーリン製薬ホールディングス株式会社に商号変更。併せて、グループ名称を「キョーリン製薬グループ」に統一。
- 2011年3月 - グループで環境衛生事業へ参入するにあたり、子会社の株式会社杏文堂へ増資を実施。同社は翌月にキョーリンメディカルサプライ株式会社に商号変更。
- 2012年6月 - 当社が子会社のキョーリン製薬グループ工場株式会社（初代）を設立し、同年10月にMSD株式会社から滋賀工場を譲受、事業を開始（MSD株式会社が販売する一部製品の受託製造を手掛けるようになる）。
- 2017年4月 - ドクタープログラム株式会社の全株式を大正製薬株式会社へ譲渡（2022年4月に大正製薬株式会社へ吸収合併される）。
- 2018年4月 - グループの生産機能をキョーリン製薬グループ工場株式会社に集約。
- 2020年4月 - キョーリン製薬グループ工場株式会社がキョーリンメディカルサプライ株式会社を吸収合併。
- 2023年4月 - 創業100周年を機に、子会社の杏林製薬株式会社（初代）を吸収合併して事業会社へ移行。杏林製薬株式会社（2代目）に商号変更。

## 事業会社
- 杏林製薬株式会社 - 医薬品事業
  - Kyorin USA, Inc.
  - Kyorin Europe GmbH
  - ActivX Biosciences, Inc.
- キョーリンリメディオ株式会社 - ジェネリック医薬品（後発医薬品）事業
- キョーリン製薬グループ工場株式会社 - 医薬品等の製造・販売事業
- 日本理化学薬品株式会社（持分法適用関連会社） - 医薬品・試薬・中間薬品等の製造販売